# 浮島 (千葉県)
浮島（うきしま）は、千葉県安房郡鋸南町沿岸の東京湾にある島である。

## 地理
勝山海岸から1.1キロメートルの距離にあり、周囲は792メートル、高さ60メートルあり、6,216坪の面積がある。島内には浮島神社があり、毎年7月第2土曜日に祭礼があり、翌日の日曜日には島渡しが行われる。
大ボッケ、小ボッケと呼ばれる二つの属島がある。これらはかつて浮島と一つの島だった。
島のすぐ近くの海域は深度が急激に深くなっている。この海域はかつてツチクジラ達の回遊経路にあたり、醍醐新兵衛率いる地元の鯨組によって捕獲された。
おそらく捕鯨の影響によりこの海域を利用していたツチクジラの個体群は殲滅されたと思われる。外房側でも激減し、近年は捕鯨の存続に支障を出している。生態が比較的近いマッコウクジラは、現在でも館山湾口など東京湾南部に集結する事がある。